# Eva Abu Halaweh

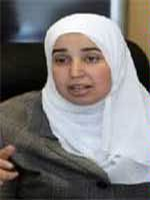
Eva Abu Halaweh

Eva Abu Halaweh (arabisch إيفا أبو حلاوة, DMG Īfā Abū Ḥalāwa; geboren am 1. Januar 1975) ist eine Juristin und Menschenrechtsaktivistin in Jordanien. Sie wurde 2011 mit dem International Women of Courage Award ausgezeichnet.

## Biographie
Sie ist Mitbegründerin und derzeit Geschäftsführerin der Mizan Law Group for Human Rights in Amman. Abu Halaweh hat einen Bachelorabschluss mit Schwerpunkt in Jura und einen Masterabschluss in Diplomatie. Seit 1993 ist sie Mitglied der Arabischen Organisation für Menschenrechte. Abu Halaweh leitete früher eine Privatkanzlei und war ab 2003 beim Hohen Flüchtlingskommissar der Vereinten Nationen als Rechtsberaterin tätig.
Abu Halaweh setzt sich gegen sogenannte Ehrenmorde und für den Schutz gefährdeter und verwundbarer Frauen, sowie für die Beseitigung von Folter und Missbrauch im jordanischen Gefängnissystem und auf Polizeistationen, ein.